# Bahnhof Moers
Der Bahnhof Moers befindet sich an der 1904 von der Preußischen Staatseisenbahn gebauten Niederrheinstrecke. Er liegt am östlichen Rand der Moerser Innenstadt an der Straße nach Duisburg-Homberg. Der Regionalbahnhof ist heute eine Station der RB 31 und RE 44.
Hinter dem Empfangsgebäude von 1904 befinden sich die vier Bahnhofsgleise mit ihren zwei 230 Meter beziehungsweise 239 Meter langen Bahnsteigen in Hochlage.
Gegenüber dem Bahnhofsgebäude auf der anderen Seite des Bahnhofsvorplatzes liegt der Bahnsteig des Kreisbahnhofs der ehemaligen Moerser Kreisbahn, die heute den Niederrheinischen Verkehrsbetrieben (NIAG) gehört. Er wird noch für Sonderfahrten genutzt.
Direkt am Bahnhof Moers zweigt das Anschlussgleis zur NIAG-Fahrzeugwerkstatt und zum Vossloh-Service-Center Moers ab.

## Geschichte
Der erste Bahnhof von Moers lag östlich des heutigen Bahnhofs an der ehemaligen Strecke vom Trajekt Ruhrort–Homberg nach Moers, die 1883 eröffnet worden war.
1904 wurde der Bahnhof an den heutigen Ort an der Niederrheinstrecke verlegt. Die Strecke nach Homberg wurde 1908 stillgelegt und durch eine Straßenbahnstrecke ersetzt.
1882 wurde am Bahnhofsvorplatz der Bahnhof der Krefelder Eisenbahn-Gesellschaft errichtet. Von dort verkehrten Züge über Niep und Hüls nach Krefeld. 1886 wurde nördlich des Bahnhofes auch ein Übergabegleis zur Staatsbahn gebaut. Der Personenverkehr wurde von 1932 bis 1939 vorübergehend und am 3. Oktober 1949 ganz eingestellt. Am 15. Februar 1974 wurde auch der Güterverkehr nach Moers eingestellt und die Strecke danach abgebaut.
Westlich dieses Bahnhofes auf dem Bahnhofsvorplatz liegt seit 1909 der als Kopfbahnhof ausgeführte Bahnhof der Moerser Kreisbahn, von dem Strecken nach Hörstgen-Sevelen und nach Rheinberg über Orsoy führen. Der fahrplanmäßige Personenverkehr wurde am 28. September 1968 eingestellt. Auch hier gibt es nördlich des Bahnhofes eine Übergabe zur Staatsbahn, die auch noch heute genutzt wird.
Im Juni 2014 begannen die Bauarbeiten zur Modernisierung des Bahnhofes. Der bisher stumpfe Personentunnel erhielt auch auf der anderen Seite einen Zugang, es werden Aufzüge eingebaut und die Bahnsteige wurden bereits erhöht und erhielten neue Bahnsteigdächer.
Der Durchstich des Personentunnels zu den Bahnsteigen wurde im Mai 2015 im Rohbau fertiggestellt. Im Dezember 2018 waren die Arbeiten am Personentunnel weitgehend abgeschlossen. Im Oktober 2020 wurden auch die Aufzüge zu den Bahnsteigen in Betrieb genommen.

## Verbindungen
| Linie | Verlauf | Takt                                       |
| ----- | --- | ------------------------------------------ |
| RE 44 | Fossa-Emscher-Express: (Moers – Rheinhausen –) (nur wochentags) Duisburg Hbf – Oberhausen Hbf – Oberhausen-Osterfeld Süd – Bottrop-Vonderort – Bottrop Hbf verkehrt bis auf Weiteres nicht, zwischen Bottrop und Oberhausen Ersatzverkehr mit Bussen Stand: Fahrplanwechsel Dezember 2024 | 60 min                                     |
| RB 31 | Der Niederrheiner: Xanten – Alpen – Millingen – Rheinberg (Rheinl) – Moers – Trompet – Rumeln – Rheinhausen – Duisburg Hbf Stand: Fahrplanwechsel Dezember 2021 | 60 min 23/37 min (Moers–Duisburg werktags) |

Im Schienenpersonennahverkehr fahren die Regionalbahnlinie RB 31 Der Niederrheiner und die Regional-Express-Linie RE 44 Fossa-Emscher-Express. Die RB 31 fährt von Duisburg Hauptbahnhof über Moers nach Xanten. Die Gesamtstrecke wird im Stundentakt bedient, die Teilstrecke Duisburg – Moers wird montags bis samstags auf einen Halbstundentakt verdichtet. Bis Dezember 2009 wurde die RB 31 von der DB Regio betrieben. Von Dezember 2009 bis August 2022 übernahm die NordWestBahn die Zugleistungen, seitdem fährt hier die RheinRuhrBahn (RBB) mit Dieseltriebwagen vom Typ LINT 41 in Einzel- und Doppeltraktion. Die Linie RE 44 verkehrt im Stundentakt und verbindet Moers über Duisburg und Oberhausen mit Bottrop. Auch diese Linie wird durch die NordWestBahn betrieben.
Außerdem führt die Güterstrecke von Duisburg-Beeck über die Haus-Knipp-Eisenbahnbrücke nach Duisburg-Rheinhausen durch den Bahnhof Moers.
Direkt am Bahnhof befindet sich die Bushaltestelle Moers Bahnhof. Dort halten neben Bussen der NIAG, welche östlich des Bahnhofs ein Verwaltungsgebäude besitzt, auch Busse der SWK, der RVN und der Duisburger Verkehrsgesellschaft. Es verkehren dort neben innerstädtischen Bussen auch solche nach Duisburg, Kamp-Lintfort, Krefeld, Meerbusch, Neukirchen-Vluyn, Rheinberg, Rheurdt und Wesel.
| Linie | Linienweg | Betreiber |
| ----- | --- | --------- |
| 4     | Hülsdonk Hauptfriedhof – Königlicher Hof – Moers Bf – Meerbeck – Eick – Repelen Markt | NIAG      |
| 7     | Moers Bf – Königlicher Hof – Hülsdonk – Neukirchen-Vluyn – Rheurdt – Kamp-Lintfort | NIAG      |
| 32    | Moers Bf – Königlicher Hof – Utfort – Kamp-Lintfort – Sevelen – Issum – Geldern Bf | NIAG      |
| 052   | Moers Bf – Königlicher Hof – Kapellen – KR-Traar – KR-Verberg – Krefeld Hbf – KR-Oppum | SWK       |
| 68    | Moers Bf – Königlicher Hof – Utfort – Rheinkamp – Rheinberg – Rhb.-Ossenberg – Rhb.-Borth – Wes.-Büderich – Wesel Bf | RVN       |
| 911   | Kamp-Lintfort Neues Rathaus – Moers Königlicher Hof – Moers Bf – Scherpenberg – DU-Hochheide Markt – Homberg Bismarckplatz – Ruhrort Friedrichsplatz – Ruhrort Verteilerkreis \|\| NIAG                                      |           |
| 912   | Neukirchen-Vluyn Vluyner Südring – Moers-Hülsdonk – Moers Königlicher Hof – Moers Bf – Scherpenberg – DU-Hochheide Markt – Asterlagen – Rheinhausen Markt \|\| NIAG                                                          |           |
| 913   | Rheinberg-Schulzentrum – Rheinberg Bf – Rheinberg Rathaus – Budberg – (Eversael –) Orsoy – Duisburg-Baerl Kirche – Moers-Meerbeck – Scherpenberg – Moers Bf – Moers Königlicher Hof – Bahnhof Nord – Hülsdonk Nord \|\| NIAG |           |
| 914   | Moers Königlicher Hof – Moers Bf – Schwafheim – Bergheim – Rheinhausen Markt – Rheinhausen Ost Bf – Logport-Center – Rheinhausen Bf/Kaiserstraße – Friemersheim Markt – Gewerbegebiet Hohenbudberg \|\| NIAG                 |           |
| 921   | Moers Königlicher Hof – Moers Bf – Burgfeld – Asberg – Bergheim – Rheinhausen Markt – Pauluskirche – Dellviertel – Duisburg Hbf – Duisburg Hbf Ost \|\| NIAG/DVG                                                             |           |
| 929   | (Venlo Station – … –) Moers Königlicher Hof – Moers Bf – DU-Hochheide Markt – Ruhrort Friedrichsplatz – Kaßlerfeld – Friedrich-Wilhelm-Platz – Innenstadt – Duisburg Hbf – Duisburg Hbf Osteingang \|\| NIAG                 |           |
| NE6   | Moers Bf – Königlicher Hof – Kapellen – KR-Traar – KR-Verberg – Krefeld Hbf – KR-Oppum – Meerbusch-Bösinghoven | SWK       |

## Zukunft
Seitens der Städte Kamp-Lintfort und Neukirchen-Vluyn gibt es Bestrebungen den Schienenpersonennahverkehr dorthin zu reaktivieren. Da die Bahnstrecke nach Neukirchen-Vluyn vom Bahnhof Moers nur über eine Sägefahrt durch den Kreisbahnhof erreichbar ist, müssten die Gleisanlagen im Bahnhof zur Realisierung dieses Vorhabens umgebaut werden. Da bisher jede zweite Bahn der Linie RB 31 in Moers endet, könnten diese Bahnen dann weiter über diese Strecke nach Neukirchen-Vluyn verkehren. Die Stadt Kamp-Lintfort forderte seit den 2010er Jahren eine Anbindung über die Strecke der Grubenanschlussbahn (Bahnstrecke Zeche Friedrich Heinrich–Rheinpreußen-Hafen) durch eine Spange, welche in Rheinkamp abzweigt. In Moers endende Züge würden dorthin verlängert.
Am 16. Mai 2020 wurde für den Niederrheiner die Bahnstation Kamp-Lintfort Süd eröffnet. Seitdem gibt es einen Wochenendpendelverkehr zur Landesgartenschau. Nach Ende der Landesgartenschau wurde der Betrieb am 11. Oktober 2020 wieder eingestellt.

## Bildergalerie

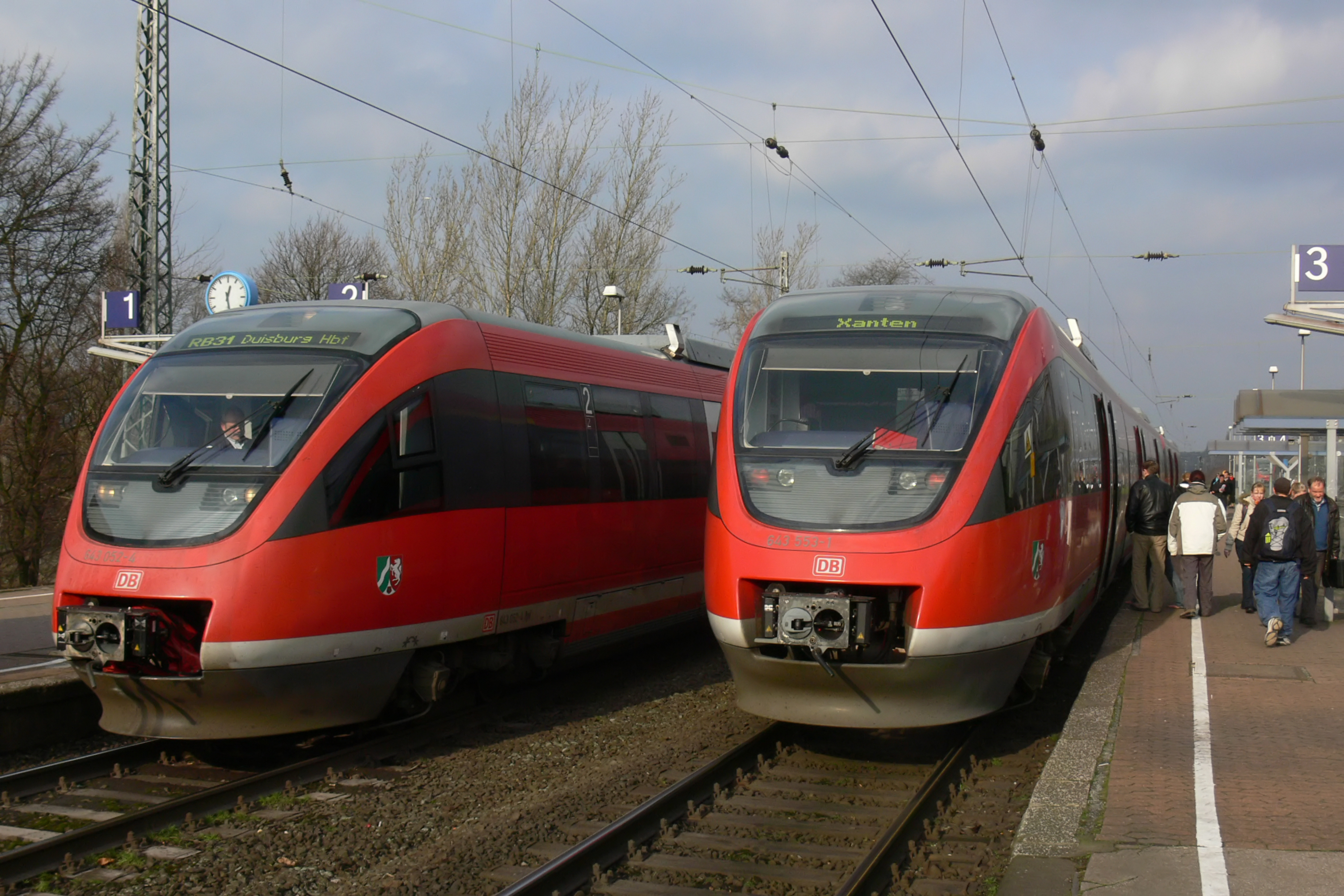
RB 31 der DB Regio (2007)
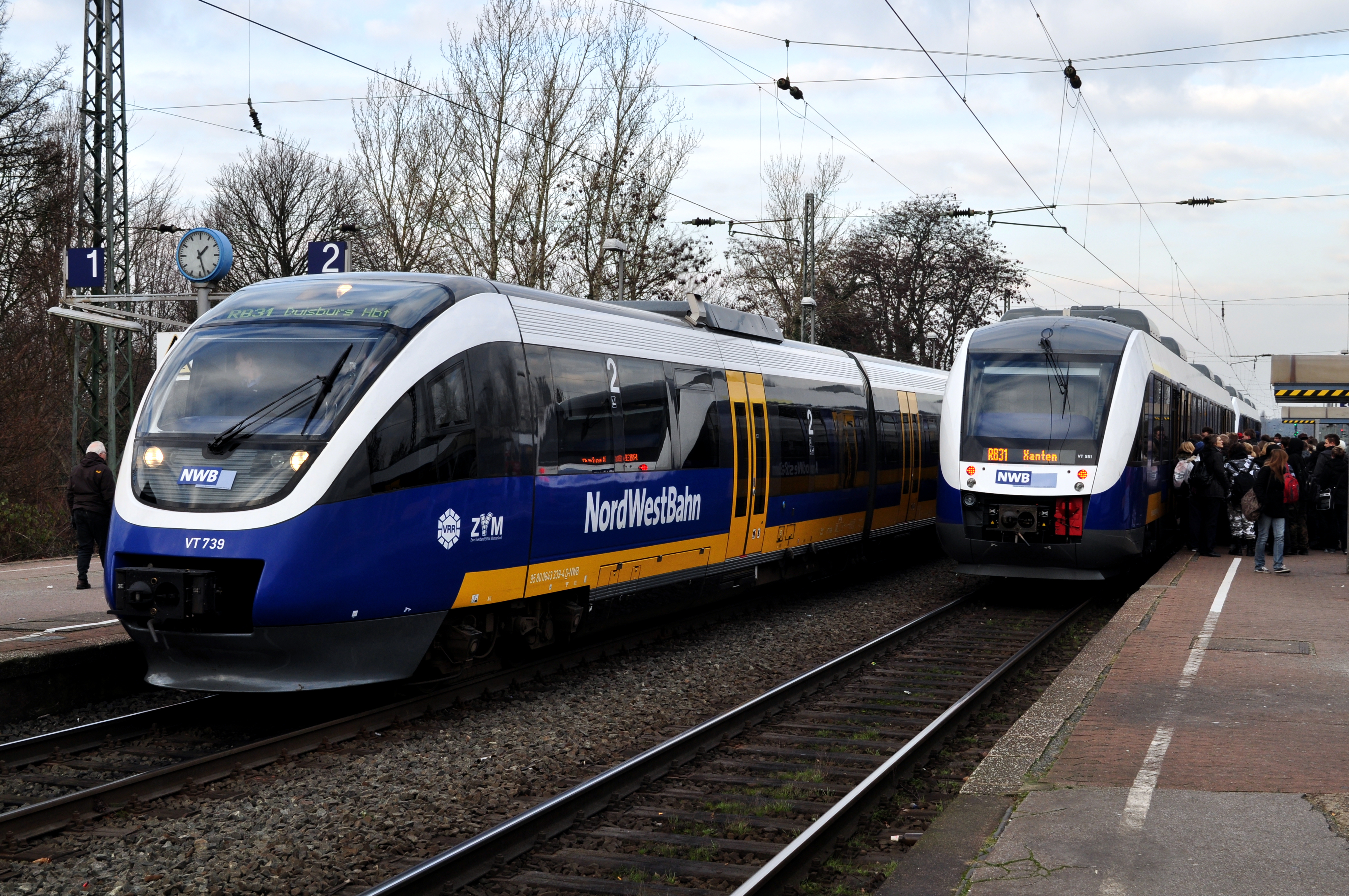
RB 31 der NWB (2009)
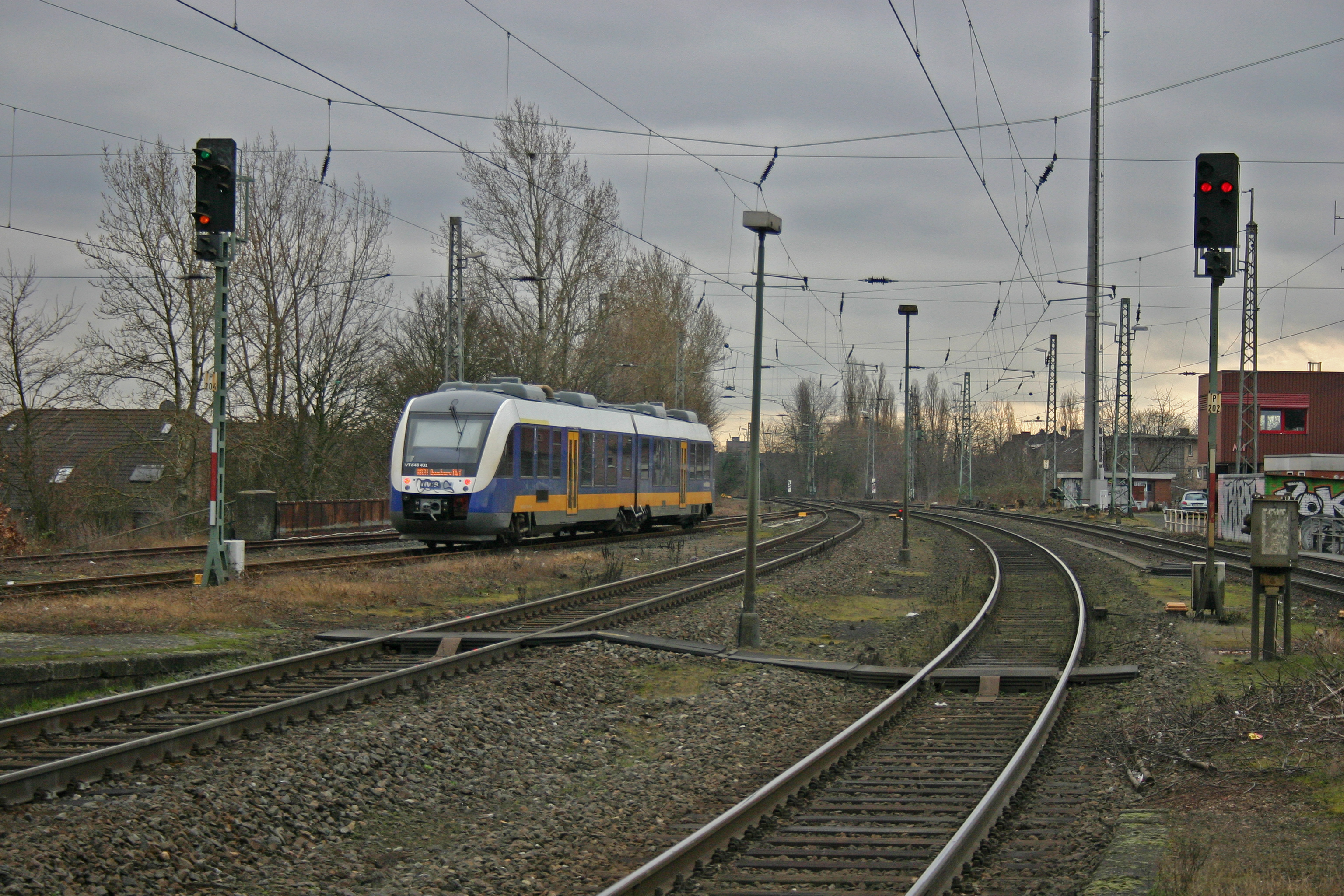
Ausfahrt nach Duisburg, rechts hinten das Stellwerk Mf (2014)